# 「子どもに無煙環境を」推進協議会
特定非営利活動法人「子どもに無煙環境を」推進協議会（「こどもにむえんかんきょうを」すいしんきょうぎかい）は、大阪府堺市南区にある団体である。

## 概要
1988年に未成年者の喫煙防止・未成年者をたばこの煙から守ること・またそのための啓発を目的として結成された。1999年4月14日に特定非営利活動法人（NPO）となったが、特設の必要性がなくなったことを理由に2019年1月31日に解散し、任意団体として事業を引き継いで活動を継続している。

## 活動
主に無煙環境を訴えるコンクールの開催、それらを活用した紙芝居や絵本・ポスターの自主制作および学校や公共施設への配布、会報誌の発刊、非喫煙者の権利を拡充させるための法律の制定を求める政府・各機関への要請活動などを行っている。コンクールには、全国から多数の作品が寄せられており、各部門の最優秀作品には厚生労働大臣賞や文部科学大臣賞が交付される。
1996年には、「子どもの周りの無煙環境を広げ、未成年者の喫煙防止を図る等社会環境の改善促進に貢献した」として、保健衛生の向上に取り組む団体・個人に捧げられる保健文化賞を受賞した。
2009年には、子どもに対する受動喫煙シーンが複数ページ描写されている児童雑誌について問題視し、雑誌の出版社に対して抗議を行った。同雑誌には、ストーリーの展開上、あえて描写する必要性のない喫煙シーンが多数存在しており、協力先には日本たばこ産業（JT）が運営する「たばこと塩の博物館」の名前が記されていた。抗議を受けた出版社は、「子どもの本の出版社として配慮に欠けるものでした」と謝罪し、販売中止を決定した。

## 書籍

### 監修
- パオンくんのタバコはこわいゾウ！（1998年、葉文館出版）なかいまゆこ著

### 編集
- きんえん山（1999年、ぱすてる書房）
- ボクらはスモー禁探偵団（2000年、出版文化社）竹中らんこ著
- タバコなんてけっとばせ！（2000年、遊タイム出版）千葉倫子著
- エッヘン！なんだかノドがへん…（2000年、遊タイム出版）中島美ね子著
- 王さまがたばこをやめた日（2000年、遊タイム出版）こばやしあつこ著
- たばこすうたらあかん！（2001年、遊タイム出版）小原美知子著
- あるタバコの探検（2001年、遊タイム出版）松下美香著
- タバコのない星のピコからのメッセージ（2003年、ぱすてる書房）小原美知子著
- モク星への旅（2003年、ぱすてる書房）王尾裕子著
- ぼくのきらいなもの（2003年、遊タイム出版）近藤早苗著

## 関係項目
- 煙害
- 受動喫煙
- 分煙
- 環境たばこ煙
- スモークハラスメント
- 「タバコやめてネ」コンテスト（タバコ問題首都圏協議会）